# Šumarina
Šumarina est un village de la municipalité de Beli Manastir (Comitat d'Osijek-Baranja) en Croatie. Au recensement de 2011, la ville comptait 486 habitants.